# Kladné a záporné číslo
Záporné číslo je takové reálné číslo, které je menší než nula.
Kladné číslo je takové reálné číslo, které je větší než nula.
Nezáporné číslo je číslo buď kladné nebo nula.
Nezáporné číslo je číslo větší nebo rovno nule. 
Nekladné číslo je číslo buď záporné nebo rovno nule.
Nekladné číslo je číslo menší nebo rovno nule. 
Nula je jediné reálné číslo, které není kladné ani záporné.
Nula je nezáporné a nekladné číslo. 

## Znaménko
Je možné definovat funkci sgn(x) (signum) pro reálná čísla, jejíž hodnota je 1 pro kladná čísla, −1 pro záporná čísla, a 0 pro nulu, tedy
{\displaystyle \operatorname {sgn}(x)=\left\{{\begin{matrix}-1&:x<0\\\;0&:x=0\\\;1&:x>0\end{matrix}}\right.}

## Počítání s čísly se znaménkem

### Sčítání a odčítání
Přičítání záporného čísla je totožné s odečítáním příslušného kladného čísla: 
{\displaystyle 5+(-3)=2\,}  =   5 - 3
Odečítání kladného čísla od jemu menšího kladného čísla dává vždy záporný výsledek 
{\displaystyle 4-6=-2\,}
Odečítání kladného čísla od záporného čísla dává vždy záporný výsledek:
{\displaystyle -3-6=-9\,}  = -3 + (-6)
Odečítání záporného čísla je stejné jako přičítání příslušného kladného čísla: 
{\displaystyle 5-(-2)=5+2=7\,}
Sčítání dvou záporných čísel
{\displaystyle -5+(-2)=-5-2=-7\,}

### Násobení
Násobení záporného čísla kladným číslem vede k zápornému výsledku.
(−2) × 3 = −6.
Násobení dvou záporných (či dvou kladných) čísel dává kladný výsledek
(−4) × (−3) = 12.

### Dělení
Dělení je podobné násobení. Pokud mají dělenec a dělitel různá znaménka, výsledek je záporný:
{\displaystyle \;8\;/\;(-2)=(-4)\,}
{\displaystyle (-10)\;/\;2=(-5)\,}
Pokud obě čísla mají stejné znaménko, výsledek je kladný (i v případě, že je dělenec i dělitel záporný):
{\displaystyle (-12)\;/\;(-3)=4\,}